# اگموند
اگموند (به هلندی: Egmond aan Zee) یک منطقهٔ مسکونی در هلند است که در برخن، هلند شمالی واقع شده‌است.